# Cantonul Châtel-sur-Moselle
Cantonul Châtel-sur-Moselle este un canton din arondismentul Épinal, departamentul Vosges, regiunea Lorena, Franța.

## Comune
- Badménil-aux-Bois
- Bayecourt
- Châtel-sur-Moselle (reședință)
- Chavelot
- Damas-aux-Bois
- Domèvre-sur-Durbion
- Frizon
- Gigney
- Girmont
- Hadigny-les-Verrières
- Haillainville
- Igney
- Mazeley
- Moriville
- Nomexy
- Oncourt
- Pallegney
- Rehaincourt
- Sercœur
- Thaon-les-Vosges
- Vaxoncourt
- Villoncourt
- Zincourt